# مدرسة القديس يوسف (أنيكال)

مجموعة من الحروف التي تشكل اختصارًا لاسم يسوع المسيح

مدرسة القديس يوسف تأسست من قبل جمعية يسوع يسوعيون في عام 1992 في بلدة أنيكال، وهي ضاحية تبعد 35 كيلومترا جنوب وسط مدينة بنغالور الهند.النظام التعليمي فيها يبدا من المرحلة الابتدائية إلى المرحلة الثانوية ويقع في حرم جامعي ريفي واسع النطاق.

## مرافق المدرسة
تضم المدرسة 20 صفًا و 27 معلمًا، وغرفة كمبيوتر بها 17 جهاز كمبيوتر ويستخدم التقييم المستمر والشامل المسمى (سي سي أي) في الصفوف من 1 إلى 9.
يمكن للطلاب مواصلة تعليمهم اليسوعي في كلية سانت جوزيف بو، أنيكال، والتي تقع على بعد أقل من كيلومترين.